# Labuhan Kidul
Labuhan Kidul is een bestuurslaag in het regentschap Rembang van de provincie Midden-Java, Indonesië. Labuhan Kidul telt 3646 inwoners (volkstelling 2010).